# Институт сравнительной истории литературы и языков Запада и Востока
Научно-исследовательский институт сравнительной истории литературы и языков Запада и Востока (ИЛЯЗВ) — научное учреждение при ЛГУ, существовавшее в 1919—1930 годах.

## История
Создан в 1919 при Петроградском университете как Институт имени А. Н. Веселовского, в 1921 году переименован в Научно-исследовательский институт сравнительной истории литературы и языков Запада и Востока, но часто упоминался как «бывший институт Веселовского». Бюджет и штаты ИЛЯЗВ утверждались непосредственно в Наркомпросе. К институту отошла библиотека Санкт-Петербургского Историко-филологического института.
Управление институтом осуществляла Коллегия во главе с председателем (вплоть до реорганизации им оставался Н. С. Державин). Штат состоял из действительных членов, научных сотрудников, научно-технических сотрудников и аспирантов. В структуру института входили Отделение языка и Отделение литературы, с последующим их делением на секции и группы.
В 1930 преобразован в Государственный институт речевой культуры.